# Nakagawa Keisuke
Keisuke Nakagawa (sinh ngày 29 tháng 5 năm 1975) là một cầu thủ bóng đá người Nhật Bản.

## Sự nghiệp câu lạc bộ
Keisuke Nakagawa đã từng chơi cho Bellmare Hiratsuka.